# Liste der Kulturgüter in Merlach
Die Liste der Kulturgüter in Meyriez (dt. Merlach) enthält alle Objekte in der Gemeinde Meyriez im Kanton Freiburg, die gemäss der Haager Konvention zum Schutz von Kulturgut bei bewaffneten Konflikten, dem Bundesgesetz vom 20. Juni 2014 über den Schutz der Kulturgüter bei bewaffneten Konflikten sowie der Verordnung vom 29. Oktober 2014 über den Schutz der Kulturgüter bei bewaffneten Konflikten unter Schutz stehen.
Objekte der Kategorie A sind im Gemeindegebiet nicht ausgewiesen, Objekte der Kategorie B sind vollständig in der Liste enthalten, Objekte der Kategorie C fehlen zurzeit (Stand: 1. Januar 2023).

## Kulturgüter
| Foto | | Objekt                                                                             | Kat. | Typ | Standort                             | Beschreibung |
| ---- | --- | ---------------------------------------------------------------------------------- | ---- | --- | ------------------------------------ | ------------ |
| ja   | Datei hochladen · Wikidata zu Reformierte Kirche, ehemalige Pfarrkirche St. Johann der Evangelist (Q29696419) | Reformierte Kirche, ehemalige Pfarrkirche St. Johann der Evangelist KGS-Nr.: 02225 | B    | G   | Chemin de l’Église 3 574890 / 197150 |              |
| BW   | Datei hochladen · Wikidata zu Landgut Chatoney (Q29696450)                                                    | Landgut Chatoney KGS-Nr.: 02226                                                    | B    | G   | Rue de Lausanne 10 574875 / 197221   |              |
| BW   | Datei hochladen · Wikidata zu Haus von Antoine Froment, sogenanntes Tscharner-Haus (Q29696434)                | Haus von Antoine Froment, sogenanntes Tscharner-Haus KGS-Nr.: 02227                | B    | G   | Chemin du Village 1 574822 / 197113  |              |